# Panade (Füllung)
Panade (österreichisch: Panier) (französisch für Brotbrei von lateinisch panis für Brot) ist ein Bindemittel aus Brot, Mehl oder Reis und Flüssigkeit, das für Füllungen aller Art verwendet wird. In Frankreich wird auch eine mit geriebenem Weißbrot angedickte Fleischbrühe Panade genannt. Sie wird unter anderem bei der Zubereitung von Quenelles, Gnocchi, Panada oder Fleischklößchen eingesetzt.
- Brotpanade: Weißbrot ohne Kruste in heißer Milch einweichen, etwas Butter hinzugeben und rühren, bis die Masse sich vom Topf löst.[2]
- Mehlpanade: Wasser mit Butter aufkochen, Mehl dazugeben und rühren, bis die Masse sich vom Topf löst.[2]
- Eierpanade: Mehl, Ei und zerlassene Butter verrühren, auf dem Herd nach und nach kochende Milch hinzugeben und rühren, bis die Masse sich vom Topf löst.[2]
- Reispanade: Reis mit Fleischbrühe und Butter weichkochen.
- Brandteigpanade: Wasser oder Milch (je nach Verwendungszweck) mit Butter aufkochen, Mehl dazugeben und rühren, bis die Masse sich vom Topf löst. In den abkühlenden, aber noch warmen Teig zur Bindung nach und nach Eier untermischen.